# Stadion Dinamo-Auto
Stadion Dinamo-Auto – stadion piłkarski w miejscowości Tîrnauca, niedaleko Tyraspola, w Mołdawii (Naddniestrzu). Stadion został otwarty w 2011 roku, po dwóch latach budowy. Obiekt powstał w miejscu jednego z boisk treningowych wokół znajdującego się nieopodal stadionu Tiligul. Stadion może pomieścić 1300 widzów. Swoje spotkania rozgrywają na nim piłkarze klubu Dinamo-Auto Tyraspol.